# Anfiteatro romano di Catania
L'anfiteatro romano di Catania, di cui è visibile solo una piccola sezione nella parte occidentale della piazza Stesicoro, è una imponente struttura costruita in epoca imperiale romana, probabilmente nel II secolo, ai margini settentrionali della città antica, a ridosso della collina Montevergine che ospitava il nucleo principale dell'abitato. La zona dove sorge, ora parte del centro storico della città, in passato era adibita a necropoli.
Esso fa parte del Parco archeologico greco-romano di Catania.

## Storia
Il monumento fu probabilmente costruito nel II secolo; la data precisa è incerta, ma il tipo di architettura fa propendere per l'epoca tra gli imperatori Adriano e Antonino Pio.
Appare evidente un ampliamento datato intorno al III secolo che ne triplicò di fatto le dimensioni.
Una leggenda popolare infondata vuole che l'eruzione dell'Etna del 252 lo abbia raggiunto senza però distruggerlo. Tale tradizione si basa sulla vita di Sant'Agata riportata negli Acta Sanctorum del Bollando, dove è riportato che ad un anno esatto dalla morte della santa (251) un fiume di fuoco si diresse alle porte della città, e i villani - preoccupati per le loro campagne - giunsero alla tomba di Sant'Agata per prelevarne il velo mortuario, usandolo per arrestare l'avanzata della lava. Tale fonte, del tutto agiografica, indusse persino autorevoli vulcanologi come il Gemmellaro ad interpretare erroneamente l'anfiteatro (il quale si trovava alle porte della città) quale punto in cui si arrestò la lava. Recenti studi stratigrafici e di datazione hanno dimostrato chiaramente che la cosiddetta "colata lavica di Sant'Agata" del 252 ebbe origine dal cono del Monpeloso, e, riversandosi quasi per intero nel territorio di Nicolosi, si fermò nel territorio di Mascalucia, a 450 m s.l.m., in direzione di Catania, ma senza mai raggiungerla. L'unica traccia di una colata presso l'anfiteatro è una sporgenza lavica che si affaccia da uno dei fornici murati dell'edificio; quando però nel '900 fu compiuto un carotaggio sulle pareti dell'ambulacro interno per cercare di capire cosa vi fosse al di là, da esso fluirono liquami "a vagonate", segno evidente che il corridoio è vuoto: il frammento di roccia vulcanica sporgente è con tutta probabilità materiale di riempimento per la gittata delle fondazioni della facciata della sovrastante chiesa di San Biagio.

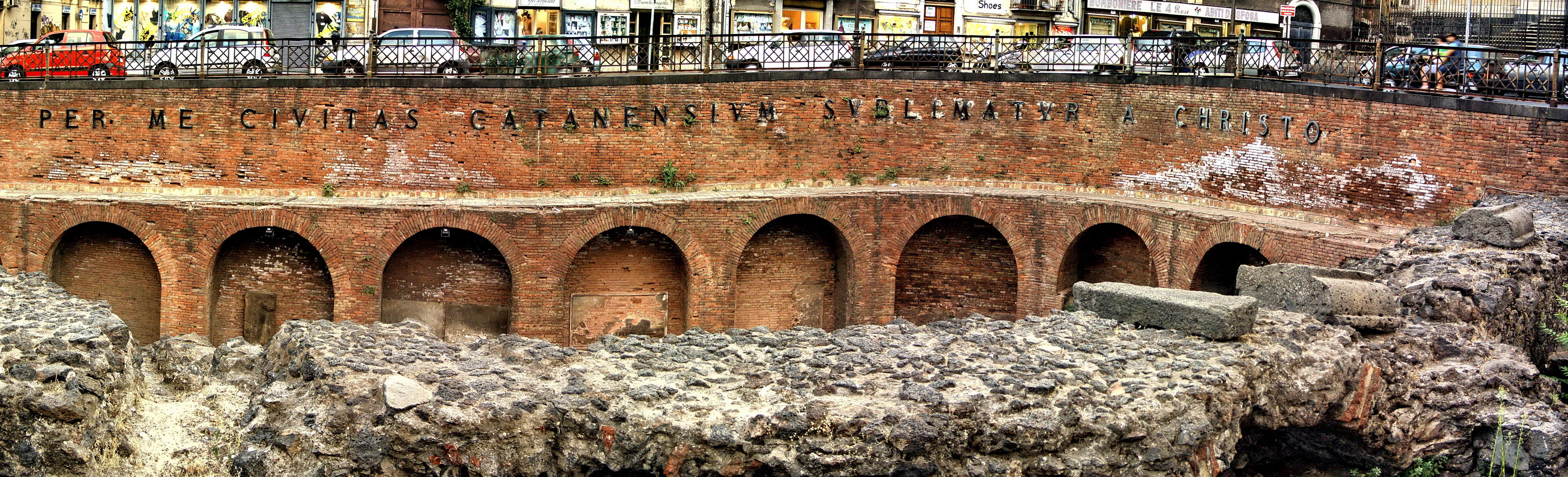
Vista panoramica della scritta all'interno dello scavo dell'anfiteatro: «per me civitas catanensium sublimatur a Christo», frase attribuita a sant'Agata, che nei pressi subì il martirio.

Secondo quanto riferisce Cassiodoro, nel V secolo Teodorico, re degli Ostrogoti, concesse agli abitanti della città di utilizzarlo quale cava di materiale da costruzione per l'edificazione di edifici in muratura a motivo dell'abbandono del monumento "per lunga vetustà". Secondo alcuni autori, nell'XI secolo anche Ruggero II di Sicilia ne trasse ulteriori strutture e materiali per la costruzione della cattedrale di Sant'Agata, tra cui le colonne in granito grigio che decorano il prospetto e le absidi, su cui si riconoscerebbero ancora le pietre perfettamente tagliate usate, forse, anche nel Castello Ursino in età federiciana.
Nel XIII secolo, secondo la tradizione, furono adoperati i suoi vomitoria (gli ingressi) da parte degli Angioini per accedere alla città durante la cosiddetta guerra dei Vespri. Nel secolo successivo gli ingressi furono murati e il rudere venne inglobato nella rete di fortificazioni Aragonese (1302). Nel 1505 il senato cittadino fece concessione a Giovanni Gioeni di usare le pietre del monumento per la costruzione di abitazioni e per usarne l'arena quale giardino. Una messa in sicurezza del rudere si ebbe con il piano di costruzione delle mura della città nel 1550; vennero abbattuti il primo e il secondo piano e con le stesse macerie avvenne il riempimento delle gallerie. Dopo il terremoto del 1693 fu definitivamente sepolto, per poi essere trasformato in piazza d'armi. In seguito vennero sfruttati gli estradossi delle gallerie superstiti come fondamenta per le nuove abitazioni, nonché per la facciata neoclassica della chiesa di San Biagio, nota anche come ‘A Carcaredda, cioè la fornace.
Dalla seconda metà del XVIII secolo l'anfiteatro fu oggetto di scavi archeologici, che tuttavia non ne preservarono gli ambienti ormai ipogei: i fornici vennero murati e sfruttati come pozzi neri per i palazzi della ricostruenda città. Tale uso sembra essere la causa dell'indebolimento della struttura di cui nel 2014 è stato denunciato il pericolo di collasso in un'interrogazione parlamentare del 1º aprile di quell'anno, in cui venne ripreso ciò che già era stato portato all'attenzione dell'opinione pubblica a seguito di una videoinchiesta della testata giornalistica CTzen. Il 24 aprile dello stesso anno si è costituito un primo tavolo tecnico per stabilire un programma di recupero del monumento, mettendo contemporaneamente in sicurezza il quartiere sorto nei secoli sopra le sue strutture. In precedenza, solo nei primissimi anni del XX secolo si era operato un lavoro di ricostruzione atto all'apertura per le visite, con la realizzazione dello scavo di piazza Stesicoro e la creazione di un percorso poi sfruttato solo occasionalmente.
Nel 1943, durante il bombardamento degli Alleati che ridusse parte della città in cumuli di macerie, la struttura (tanto l'ambulacro interno quanto gli stessi pozzi neri) venne adoperata a mo' di rifugio. Successivamente si sono susseguiti periodi di interesse e di abbandono; per molti anni, i suoi cunicoli sotterranei sono rimasti chiusi per generici "problemi di sicurezza" a seguito di presunti episodi tragici legati alla curiosità di visitatori che provavano ad esplorarli. Ristrutturato nel 1997, fu aperto solo durante la stagione estiva e poi richiuso per infiltrazioni di reflui delle fognature delle case limitrofe all'interno dell'anfiteatro. Parzialmente risanato, nel luglio 1999 è stato riaperto al pubblico, per poi essere chiuso nuovamente poco tempo dopo a causa di peggioramenti delle sue condizioni. I suoi resti, rappresentanti quasi un decimo dell'intero anfiteatro, sono visitabili dall'ingresso di piazza Stesicoro e dal vico Anfiteatro, dove se ne vede l'altezza fino a parte del terzo piano. Fino al 2007 era possibile vederne una porzione del secondo piano da Via del Colosseo; oggi è interamente coperto dal nuovo terrazzo di villa Cerami. In quest'ultimo edificio, sede oggi della Facoltà di Giurisprudenza dell'Università degli Studi di Catania, è ancora possibile vedere parte del sistema d'archi che collegava l'Anfiteatro alla collina Montevergine (probabilmente l'antica acropoli della città). La restante parte dell'anfiteatro è ancora interrata sotto le zone di via Neve, via Manzoni e via Penninello.

## Studi
(Ignazio Paternò Castello, in "Viaggio per tutte le antichità della Sicilia")

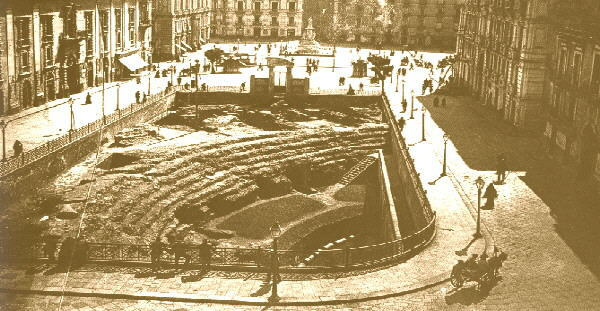
L'anfiteatro in una foto del 1911.

Il primo a parlare della presenza di un anfiteatro romano a Catania è il Fazello, primo anche a stabilirne le dimensioni inferiori al solo Colosseo di Roma. In seguito, autori come Ottavio D'Arcangelo o Giovanni Battista de Grossis ne proposero fantasiose ricostruzioni che hanno comunque il valore di essere i primi rilievi dell'edificio.
Nel XVIII secolo il principe di Biscari, per fugare ogni possibile dubbio sulla sua reale esistenza a Catania nel passato, che alcuni visitatori stranieri avevano decisamente negato, impiegò consistenti somme del suo denaro per eseguire degli scavi e, in due anni, ne portò a giorno un intero corridoio e quattro grandi archi della galleria esterna. Nel XIX secolo gli scavi erano ancora visitabili dall'ingresso su via del Colosseo (che il popolino chiamava - e chiama tuttora - Catania Vecchia), e su di essi si ricamava ogni tipo di leggenda. Tra tutte, quella di una scolaresca che, insinuatasi nelle strutture per una visita, non ne era più uscita.
Nel 1904, durante l'amministrazione De Felice, si iniziarono i lavori per riportarlo alla luce, ad opera dell'architetto Filadelfo Fichera; questi vennero conclusi due anni più tardi. In questa occasione fu messa in luce una profonda e misteriosa precinzione, probabilmente ampliamento tardo dell'edificio, che impediva ai posti più prossimi all'arena di vedere bene lo spettacolo, riduceva le dimensioni dell'arena, ma permetteva una migliore prospettiva per un piano supplementare, verosimilmente quello aggiunto nel corso del III secolo. Nel 1907 si svolse la cerimonia di apertura, a cui fu presente anche il re Vittorio Emanuele III. In seguito, già nel primo dopoguerra, l'Anfiteatro venne lasciato decadere nuovamente, al punto che molti edifici soprastanti ne usarono i cunicoli come fognatura.
Nel corso degli ultimi anni ha subìto ancora chiusure e riaperture; tra la fine del 2007 e l'inizio del 2008 sono stati effettuati rilievi tecnici per appurare lo stato di conservazione delle strutture dei pilastri esterni. In questa occasione si è potuta verificare la presenza di un rifacimento e di un ampliamento della struttura in seconda fase e si è eseguito un nuovo rilievo che ha potuto condurre ad una ricostruzione virtuale dell'edificio maggiormente aderente alla realtà rispetto alle ardite elaborazioni del D'Arcangelo.

## Struttura

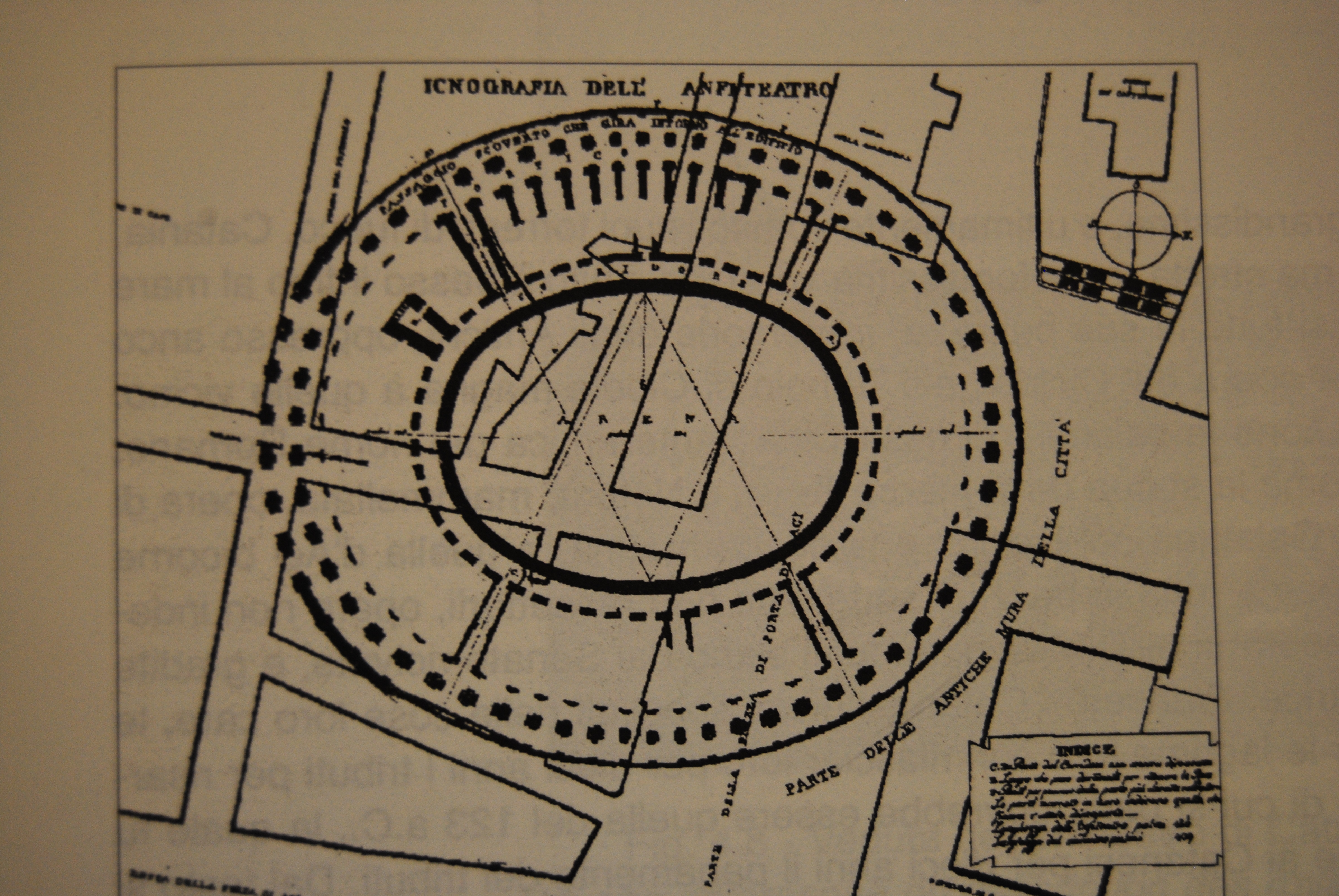
Restituzione della planimetria in un rilievo del 1907, messa in relazione con la viabilità dell'area.

L'edificio presentava la pianta di forma ellittica, l'arena misurava un diametro maggiore di 70 m ed uno minore di circa 50 m. I diametri esterni erano di 125 x 105 m, mentre la circonferenza esterna era di 309 metri e la circonferenza dell'Arena di 192 metri, e si è calcolato che poteva contenere 15.000 spettatori seduti e quasi il doppio di quella cifra con l'aggiunta di impalcature lignee per gli spettatori in piedi. Addossato alla vicina collina ne era separato da un corridoio con grandi archi e volte che facevano da sostegno per le gradinate. Era probabilmente prevista anche una copertura con grandi teli per il riparo dal forte sole o nel caso di pioggia. La cavea presentava 14 gradoni. Venne costruito con la pietra lavica dell'Etna ricoperta da marmi ed aveva trentadue ordini di posti. Secondo una tradizione incerta e priva di riscontri si vuole vi si svolgessero anche le naumachie, vere battaglie navali con navi e combattenti dopo averlo riempito di acqua mediante l'antico acquedotto.
L'anfiteatro di Catania, strutturalmente il più complesso degli anfiteatri siciliani e il più grande in Sicilia, appartiene al gruppo delle grandi fabbriche quali il Colosseo, l'anfiteatro di Capua, l'Arena di Verona. Presenta una struttura realizzata con muri radiali e volte non addossata al terreno, dove la facciata non si appoggia direttamente ai muri radiali, bensì a una galleria di distribuzione periferica. La tecnica edilizia prevede l'uso dell'opera vittata per le parti interne e quadrata per l'esterno. Le testate dei pilastri sono in opera quadrata con piccoli blocchi di pietra lavica.
I paramenti denotano una certa trascuratezza: i blocchetti dell'opera quadrata sono a taglio irregolare e appaiono in buona parte di riporto. Gli archi sono realizzati esternamente con grossi mattoni rettangolari dal taglio regolare e uniti da malta di buona qualità, mentre internamente sono fatti in opera cementizia a grosse scaglie radiali.
Singolare, nonostante la complessiva sobrietà dell'edificio, doveva apparire il contrasto cromatico tra la scurissima pietra lavica dei paramenti e il rosso dei mattoni delle ghiere degli archi. Una nota di prestigio era rappresentata dall'utilizzo del marmo, non solo per il rivestimento del podio, ma anche per alcune decorazioni come le erme ai lati dell'ingresso principale dell'arena. Molto probabilmente le gradinate dovevano essere in pietra calcarea realizzando un forte gioco cromatico tra il bianco dei sedili e il nero delle scalette, così come supponibile dalle costruzioni coeve.

### Ingresso

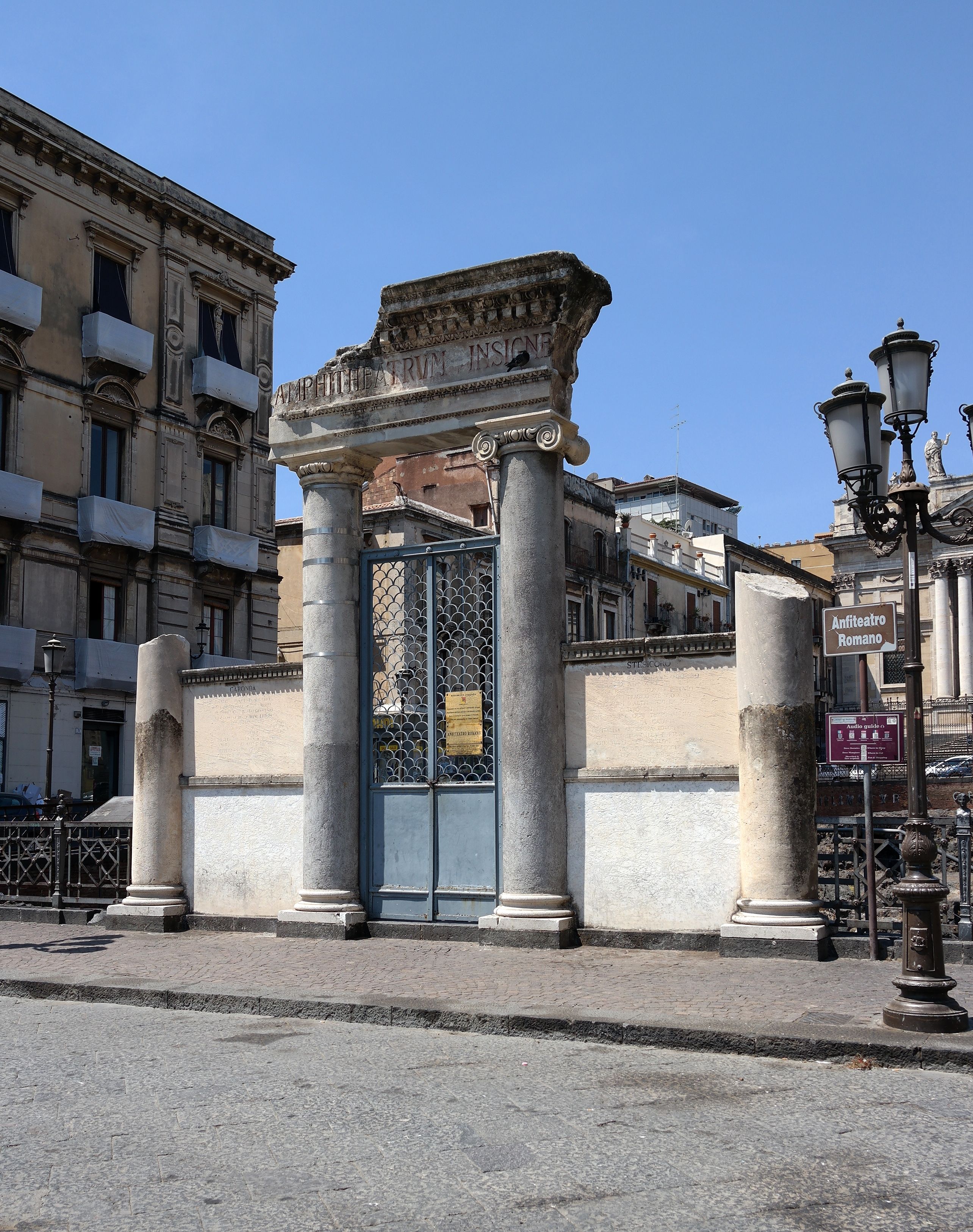
Ingresso dell'anfiteatro da Piazza Stesicoro.

Allo scavo dell'Anfiteatro si accede mediante una porta di ferro decorata ad archetti traforati nel registro superiore e totalmente liscio nel registro inferiore. A decorazione del portone metallico vennero recuperati nel 1906 alcuni frammenti di colonne marmoree che in origine dovevano costituire parte del loggiato superiore, due capitelli ionici frammentari e parte di un architrave su cui fu incisa la scritta AMPHITHEATRVM INSIGNE. L'ingresso è così formato: al centro il portone metallico i cui stipiti sono le colonne con capitello, coronato dall'architrave; le restanti due colonne sono situate nelle due estremità laterali e inserite tra queste e quelle centrali vi sono due pareti in pietra recanti gli epitaffi simbolici di due illustri personaggi di epoca greca legati a questa zona - Caronda a sinistra, ricordato anche dall'omonima via; Stesicoro a destra, che diede nome in antico alla via Etnea - composti dal poeta Mario Rapisardi. La tradizione vuole che il sepolcro di costoro fosse propriamente nella zona prossima all'anfiteatro.